# برايان كاسويل
برايان كاسويل (بالإنجليزية: Brian Caswell)‏ هو لاعب كرة قدم بريطاني، ولد في 14 فبراير 1956 في ونزبري ‏ في المملكة المتحدة. لعب مع ليدز يونايتد ونادي دونكاستر روفرز ونادي والسول ووولفرهامبتون واندررز.